# Symphonie no 4 de Gouvy
Pour les articles homonymes, voir Symphonie no 4.
La Symphonie no 4 en ré mineur, op. 25, a été composée par Théodore Gouvy en 1855 à Goffontaine (Sarrebruck).

## Historique
La symphonie est créée à Paris par Jules Pasdeloup avec son orchestre de la Société des jeunes artistes du conservatoire, le 20 janvier 1856.
L'œuvre est ensuite programmée à Leipzig (27 novembre 1856) dans le cadre des concerts en abonnement de l'Orchestre du Gewandhaus dirigé par le compositeur.
Malgré le succès que connut cette symphonie à Paris et à Leipzig, Gouvy remaniera plusieurs fois le dernier mouvement. Il ne fera publier la symphonie qu'en 1866 chez l'éditeur Richault. Le compositeur en avait fait aussi une réduction pour piano quatre mains en 1859.

## Structure
La symphonie comprend quatre mouvements :
1. Allegro
2. Scherzo: Allegro vivace
3. Intermezzo: Larghetto
4. Finale: Allegro con brio.

## Analyse
L'Allegro est un mouvement « remarquable par la conviction, la précision formelle et la beauté du développement, qui est entièrement impulsé par la dimension rythmique » écrit Martin Kaltenecker.  
Le Scherzo est un allegro vivace en 2/4.
L'Intermezzo est l'instrumentation du 3e mouvement de la sonate op. 36 avec une mélodie paisible en 9/8. 
Le Finale mène à un Allegro con brio avec une belle instrumentation du second thème et l'apparition d'un fugato à la fin de la réexposition.